# NPO Soul & Jazz
NPO Soul & Jazz (von 2017 bis 2023: NPO Radio 2 Soul & Jazz, davor NPO Radio 6) ist ein niederländisches öffentlich-rechtliches Hörfunkprogramm der NPO, das aus Musikstrecken besteht.

## Geschichte
NPO Radio 6 ging am 4. September 2006 auf Sendung. Seit dem 19. August 2014 trägt das Programm den Zusatz NPO im Namen. Im März 2015 wurde bekanntgegeben, dass NPO Radio 6 zum 1. Januar 2016 eingestellt werde. Bis zum 31. Dezember 2015 zählte es als das sechste landesweite Hörfunkprogramm der NPO. Seit 1. Januar 2016 wurde das Musikformat des Senders unter dem Namen NPO Soul & Jazz fortgeführt und besteht seitdem weitgehend aus Soul- und Jazz-Musik. Lediglich einige wenige moderierte Programme gibt es noch in den Abendstunden, die auch bei NPO Radio 6 ausgestrahlt wurden (z. B. „Winfrieds Woonkamer“). NPO Soul & Jazz hat einen Marktanteil von 0,3 Prozent. Es wird inzwischen als Schwesterprogramm von NPO Radio 2 geführt.

## Ehemalige Logos

Logo bis 2014
Logo von 2014 bis 2016
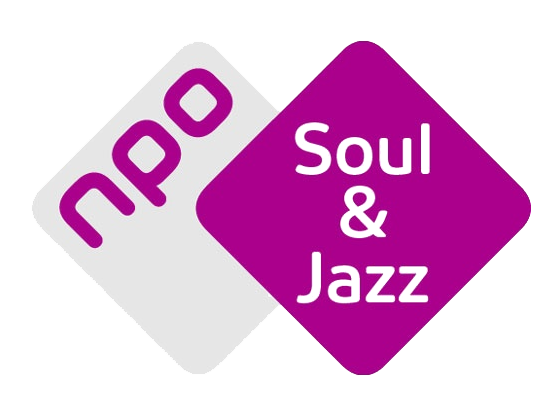
Logo von 2016 bis 2017
Logo von 2017 bis 2023

## Empfang
NPO Soul & Jazz wird in den Niederlanden auf denselben Verbreitungswegen wie NPO Radio 6 über DAB und Kabel ausgestrahlt. Außerdem steht ein Livestream über das Internet bereit.